# Ammoniumperfluornonanoat
Ammoniumperfluornonanoat (APFN) ist eine chemische Verbindung aus der Gruppe der per- und polyfluorierten Alkylverbindungen (PFAS) und die das Ammoniumsalz der Perfluornonansäure darstellt. Es ist ein Homolog von Ammoniumperfluoroctanoat.

## Gewinnung und Darstellung
Ammoniumperfluornonanoat kann durch Reaktion von Perfluornonansäure mit Ammoniak in Ethanol gewonnen werden.

## Eigenschaften
Ammoniumperfluornonanoat ist ein weißer pulverförmiger Feststoff, der sehr gut in Wasser löslich ist.
Die Löslichkeit des Ammoniumsalzes in Wasser bei Raumtemperatur als isotrope Lösung ist relativ hoch (etwa 18 %) und nimmt mit der Temperatur monoton zu. Bei Raumtemperatur gibt es einen Bereich der flüssigkristallinen Phase (Lyotroper Flüssigkristall) von etwa 20 % bis 60 %. Unter dem Polarisationsmikroskop weisen die Proben die Mosaikstruktur einer lamellaren Phase auf.

### Multilamellares-Vesikel-Formation
Es wurde gezeigt, dass die lamellare Phase des APFN/2H2O-Systems unter Schergeschwindigkeit multilamellare Vesikel bildet.
Das Phasendiagramm des APFN/2H2O-Systems ist durch das Vorhandensein von zwei lyotropen Phasen (lamellar und nematisch) gekennzeichnet, die mit einer weitgehend isotropen Lösung koexistieren. Die nematische Phase ist vom Typ I, und die Aggregate weisen eine positive und diamagnetische Anisotropie auf. Der Phasenwechsel bei der lamellaren-nematischen Temperatur wird Ordnung-Unordnung-Übergängen zugeschrieben.

## Verwendung
APFN wurde hauptsächlich als Prozesshilfsmittel bei der Emulsionspolymerisation von Fluorpolymeren, insbesondere von Polyvinylidenfluorid (PVDF), verwendet. Dort sorgte APFN durch seine tensidischen Eigenschaften für die Solubilisierung der Monomere.

## Regulierung
Im EWR und in der Schweiz ist die Herstellung, das Inverkehrbringen und die Verwendung von APFN verboten, wobei für gewisse Verwendungen Übergangsfristen laufen.
Im Jahr 2020 wurde in Kalifornien ein Gesetz verabschiedet, das APFN als absichtlich zugesetzten Inhaltsstoff in Kosmetika verbietet.